# أولسيا سيمينتشينكو
أولسيا سيمينتشينكو مواليد 27 أبريل 1979 في الجمهورية الأوكرانية السوفيتية الاشتراكية، هي لاعبة كرة يد أوكرانية تلعب كحارس مرمى. مثلت منتخب أوكرانيا لكرة اليد للسيدات.